# Sandra Afrika
Sandra Prodanović (srbsky Сандра Продановић; * 1. dubna 1988 Bělehrad, Srbsko), více známá jako Sandra Afrika, je srbská folková a turbofolková zpěvačka.

## Profesní dráha
Zpočátku působila jako doprovodná tanečnice srbského folkového zpěváka bosenského původu Milojko „Mile“ Kitiće, než v roce 2007 vydala svou debutovou píseň s názvem „Afrika“, podle níž dostala své umělecké jméno.
V roce 2011 vydala u DM SAT – provozovatele populárního kabelového a satelitního hudebního a zábavního kanálu vysílaného z Požarevace v Srbsku, své debutové CD s dříve vydanými písněmi.
Afrika se výrazněji prosadila po vydání alba „Někdo mi to dnes večer řekne“ (chorvatsky Neko će mi noćas) (2012).
V průběhu let několikrát spolupracovala s rumunským umělcem Costim Ioniţă, například na písních „Přítelkyně tvého přítele“ (chorvatsky Devojka tvog druga) (2013) a „Ahoj Ahoj“ (anglicky Bye Bye) (2014).

## Osobní život
V roce 2017 navázala podle médií vztah s fotbalistou Vladimirem Volkovem, rodilým Srbem, který na mezinárodní úrovni reprezentoval Černou Horu.